# 가오주

말리 내의 가오주의 위치

가오주(프랑스어: Région de Gao)는 말리 동부에 있는 주이다. 주도는 가오이며 인구는 379,000명이고 면적은 170,572km2다. 니제르 남쪽과 동쪽, 키달주 북쪽, 팀북투주 서쪽에 위치하고 있으며 송하이족, 보조족, 투아렉족, 밤바라족, 쿤타족이 가장 많이 산다. 가오, 부렘, 밤바가 위치한다.

## 역사
가오주는 이전에 톰보쿠투 주의 동쪽 전체를 구성했다. 1991년에 가오주의 북쪽 절반이 키달주이 되었다.

## 같이 보기
- 말리의 행정 구역